# ハープ協奏曲 (ヒナステラ)
ハープ協奏曲（Concierto para arpa y orquesta）作品25は、アルベルト・ヒナステラが作曲したハープ協奏曲である。演奏時間は約25分。

## 作曲の経緯
1956年にフィラデルフィア管弦楽団のハープ奏者であったエドナ・フィリップスの依頼を受けて作曲が開始された。フィリップスは1958年にワシントンD.C.で開催される第1回アメリカ大陸音楽祭で完成した協奏曲を弾くつもりであった。ヒナステラはすぐに作曲を開始したものの、多忙のため期日までに曲を完成することができず、このため、フィリップスは曲の初演権をニカノール・サバレタに譲り渡し、サバレタとフィラデルフィア管弦楽団により初演が行われることとなった。初演後、1968年に改訂されている。

## 初演
1965年にサバレタのハープ独奏、ユージン・オーマンディ指揮フィラデルフィア管弦楽団により行われた。

## 楽器編成
独奏ハープ、フルート2 (2奏者はピッコロ持ち替え)、オーボエ2、クラリネット2、バスクラリネット、ファゴット2、コントラファゴット、ホルン2、トランペット2、ティンパニ、タンブリン、シンバル、シロフォン、チェレスタ（打楽器は合計28種類を指定）、弦五部

## 楽曲構成
- 第1楽章 Allegro giusto
- 第2楽章 Molto moderato
- 第3楽章 Liberamente capriccioso - Vivace